# Condaminea
Condaminea là một chi thực vật có hoa trong họ Thiến thảo (Rubiaceae).

## Loài
Chi Condaminea gồm các loài: